# لنتخی
لنتخی (گرجی: ლენტეხი) یک شهر کوچک و مرکز اداری شهرداری لنتخی در استان راچا-لچخومی و کومو سوانتی در غرب گرجستان است است. لنتخی در ۳۲۳ کیلومتری شمال‌غربی تفلیس پایتخت کشور قرار دارد. این شهر در دامنه جنوبی رشته‌کوه قفقاز واقع شده و محلی مناسب برای کوهنوردی است.

## نگارخانه

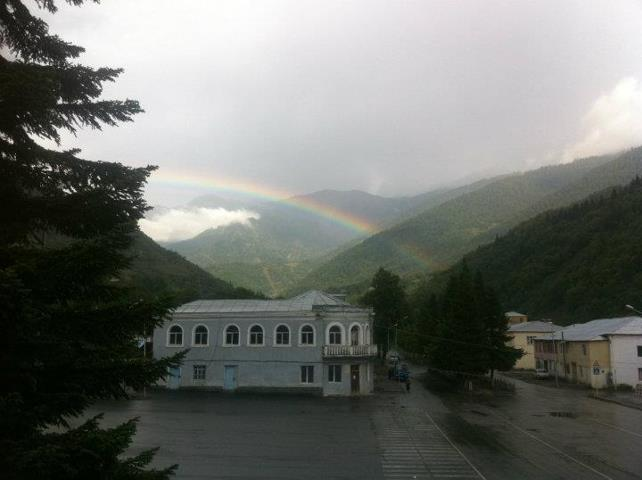